# Vegasaurus molyi
Il vegasauro (Vegasaurus molyi) è un rettile marino estinto, appartenente ai plesiosauri. Visse nel Cretaceo superiore (Maastrichtiano, circa 72 milioni di anni fa) e i suoi resti fossili sono stati ritrovati in Antartide.

## Descrizione
Questo animale è noto per resti relativamente completi ma disarticolati, privi di cranio. Come tutti i plesiosauri, doveva possedere un cranio piccolo e dotato di numerosi denti aguzzi, un collo allungato, un corpo compatto e quattro arti simili a pagaie. Rispetto ad altri animali simili (gli elasmosauridi), Vegasaurus era caratterizzato dalla presenza di 54 vertebre cervicali; un simile numero di vertebre cervicali negli elasmosauridi si riscontra in Callawayasaurus (che ne aveva 56), ma quest'ultimo non possedeva le peculiari articolazioni a forma di manubrio presenti invece in Vegasaurus. Inoltre, questo animale era dotato di una scapola il cui ramo ventrale aveva una cresta prominente sul margine anteromediale della sua superficie dorsale; l'omero aveva una bozza anteriore e una forte espansione posteriore terminante in una faccetta posteriore accessoria (caratteristica che si riscontra solo in Morenosaurus e Kaiwhekea). Il complesso asse - atlante, infine, era dotato di una marcata carena ventrale.

## Classificazione
Vegasaurus molyi venne descritto per la prima volta nel 2015, sulla base di resti fossili ritrovati a Cape Lamb, sull'isola Vega nei pressi della Penisola Antartica. I fossili, rinvenuti nella formazione Snow Hill Land, risalgono al Maastrichtiano inferiore. Analisi filogenetiche indicano che Vegasaurus era un membro degli elasmosauridi, un gruppo di plesiosauri tipici del Cretaceo e caratterizzati dall'estremo allungamento del collo per mezzo dell'aumento delle vertebre cervicali. In particolare, Vegasaurus sembrerebbe parte di un clade di elasmosauri che include anche il nordamericano Morenosaurus e gli aristonectini Aristonectes e Kaiwhekea, altri elasmosauri vissuti nei mari meridionali. Ciò indicherebbe una stretta parentela tra gli aristonectini e gli altri elasmosauri dei mari meridionali, e suggerirebbe un'origine meridionale degli aristonectini.